# Hellraid
Hellraid —  компьютерная игра в жанре action/RPG от первого лица. Разработчиком и издателем игры является польская компания Techland. Игра должна быть выпущена на платформах Microsoft Windows, Xbox One, PlayStation 4. Hellraid представляет собой экшн в фэнтезийном антураже, где персонаж игрока сражается с полчищами нечисти с помощью холодного оружия; игра должна быть доступна для прохождения как одним игроком, так и в кооперативном режиме. В 2015 году разработчики объявили о приостановке разработки игры.

## Об игре
Hellraid представляет собой фэнтезийный экшн от первого лица; разработчики описывали её как кооперативный слэшер от первого лица, который должен включать в себя элементы геймплея, заимствованные из современных шутеров от первого лица и настольных ролевых игр. В игре будет одиночная кампания и режим прохождения на четырёх игроков. Игрок будет сражаться с нежитью и демонами, которые захватили окружающие земли. В 2013 году планировалось ввести в игру четыре класса героев: воин, паладин, маг и вор, каждый со своим набором талантов и умением обращаться с оружием. Позже разработчики решили отказаться от разделения персонажей на классы в пользу одного универсального, совмещающего в себе разные умения. Искусственный интеллект под названием Game Master должен подстраивать игру под игроков, настраивая сложность игры, количество и расположение врагов и сундуков с ценными вещами, генерируя миссии в зависимости от уровня и состава команды игроков. Важным элементом игры должны стать ловушки, в которых необходимо заманивать врагов — например, люки в полу, позволяющую сбрасывать противников в лаву.

## Разработка
В августе 2012 года в сеть поступила информация о том, что Techland работает над RPG-слэшером от первого лица. Во время работы над игрой Dead Island, выпущенной осенью 2011 года, один из программистов компании, Марцин Жигадло (пол. Marcin Żygadło), создал модификацию, позволяющую игроку замораживать противников-зомби заклинаниями и рубить их двуручным мечом. Модификация произвёла хорошее впечатление на руководство студии, которое создало специальную группу разработчиков для переработки модификации в отдельную игру. В апреле 2013 года игра была анонсирована под названием Hellraid. В 2014 году Techland приняла решение перенести игру на новый движок Chrome Engine 6; в соответствии с этим был запланирован выход игры на консолях PlayStation 4 и Xbox One. Также планировалось осенью 2014 года выпустить дорелизную версию игры в Steam через систему Steam Early Access.
В мае 2015 года на официальном сайте hellraid.com была размещена новость о приостановке разработки игры. Разработчики сообщили, что Hellraid в своём текущем состоянии не удовлетворяет их ожиданиям; было решено полностью переработать игру. Позже руководитель Techland Павел Мархевка (пол. Paweł Marchewka) уточнил в интервью сайту Eurogamer, что компания не отказывается от разработки Hellraid, а хочет временно сконцентрировать все ресурсы на разработке патчей и дополнений к игре Dying Light. В 2020 году Techland выпустила основанное на Hellraid одноимённое дополнение к другой своей игре, Dying Light; при этом сама Hellraid остаётся замороженной, но не отменённой.